# Attheyella gracilis
Attheyella gracilis is een eenoogkreeftjessoort uit de familie van de Canthocamptidae. De wetenschappelijke naam van de soort is voor het eerst geldig gepubliceerd in 1863 door Sars G.O..